# Kenyatta Beasley
Kenyatta Beasley (* 1976) ist ein US-amerikanischer Jazz- und Studiomusiker (Trompete, Flügelhorn, Komposition) des Postbop, der sich auch als Filmkomponist betätigt.

## Leben und Wirken
Beasley begann im Alter von drei Jahren unter der Anleitung seines Vaters Trompete zu spielen.   Er trat bereits mit neun Jahren im Musical Satchmo: America’s Musical Legend auf, in dem er den jungen Louis Armstrong darstellte. Später besuchte er das New Orleans Center for Creative Arts, an dem er Unterricht bei Wynton und Branford Marsalis, Harry Connick, Jr. und Terence Blanchard hatte. Beasley studierte weiterhin Film-Komposition an der New York University bei Sonny Kompaneck.
Er kam 1994 nach New York City, um am Mannes College of Music zu studieren, an dem er den Bachelor of Arts in Jazz-Komposition und Performance erwarb. In New York arbeitete er als Sessionmusiker mit Stars wie Lauryn Hill (The Miseducation of Lauryn Hill, 1998), Shakira, Wyclef Jean, Fantasia, Chaka Khan, Wu-Tang Clan, P. Diddy, Usher, Carlos Santana, Gloria Gaynor und Gladys Knight. Ferner trat er in Rundfunk- und TV-Shows auf, wie American Idol, Saturday Night Live, The Today Show, MTV’s TRL und in der Präsentation der Latin Billboard Awards.
Erste Aufnahmen im Bereich des Jazz entstanden 1996 mit dem Oliver Lake String Project (Movement, Turns & Switches). 2001 legte Beasley sein Debütalbum vor, Brooklyn Mardi Gras (What’s New Records); 2016 folgte Brooklyn Mardi Gras + 1, das er mit Teodross Avery, Casey Benjamin (Altsaxophon), Robert Glasper, Brandon Owens (Bass) und Marcus Baylor (Schlagzeug) eingespielt hatte. Im selben Jahr leitete er ein eigenes Sextett, dem Mark Gross, Keith Loftis (Tenorsaxophon), Vincent Gardner, Anthony Wonsey (Piano), Dezron Douglas (Bass) und Alvester Garnett (Drums) angehörten. In seinem Septett mit den Bläsern Vincent Gardner, Mark Gross und Keith Loftis sowie derselben Rhythmusgruppe und Gästen wie Wynton Marsalis, Eric Wyatt, Mark Whitfield sowie Sängerin Carla Cook entstand das als Doppel-CD 2020 veröffentlichte Live-Album Frank Foster Songbook.
Im Bereich des Jazz war Beasley zwischen 1996 und 2019 an zwölf Aufnahmesessions beteiligt, u. a. mit Teodross Avery, Frank Fosters Loud Minority Big Band, Eric Wyatt und Jeff Tain Watts.
Im Rahmen des Studiums schrieb Beasley die Filmmusik zu dem Kurzfilm Earnie, der Sieger beim First Run Film Festival als beste Original-Filmmusik und auch Finalist beim Sundance Festival wurde. Dem folgten die Filmmusiken für Get Rich or Die Tryin’ (unter Leitung von Quincy Jones). 2007 gewann er den Preis für die beste Originalmusik beim Brooklyn Arts Council Film Festival für den Kurzfilm Heroes Wanted. Seine erste Spielfilmmusik schrieb er für die Liebes-Komödie Three Can Play That Game (2007) von Vivica Fox.